# Frédéric Bußmann
Frédéric Bußmann (* 29. September 1974 in Boulogne-Billancourt, Frankreich) ist ein deutsch-französischer Kunsthistoriker und Kurator. Er war von 2018 bis 2023 Generaldirektor der Kunstsammlungen Chemnitz. Im August 2023 trat er die Nachfolge von Pia Müller-Tamm als Direktor der Staatlichen Kunsthalle Karlsruhe an.

## Leben und Wirken

### Herkunft, Ausbildung und Studium
Frédéric Bußmann wuchs in Münster auf. Sein Vater war der Kunsthistoriker und Direktor des Westfälischen Landesmuseum für Kunst und Kulturgeschichte Klaus Bußmann. Er studierte Kunstgeschichte und Neuere und Neueste Geschichte an der Freien Universität Berlin und der Humboldt-Universität zu Berlin sowie der Università degli studi Roma Trè in Rom. 2006 wurde er mit einer Dissertation über die Kunstsammlungen des Prince de Conti (1717–1776) und die Sammlungspolitik im Frankreich des Ancien Régime an der FU Berlin promoviert. Anschließend arbeitete er bis 2008 als wissenschaftlicher Assistent von Thomas W. Gaehtgens am Deutschen Forum für Kunstgeschichte Paris. Es folgte ein wissenschaftliches Volontariat, das er an der Staatlichen Graphischen Sammlung München und den Bayerischen Staatsgemäldesammlungen von 2008 bis 2010 absolvierte. Dort war er dann bis 2011 als wissenschaftlicher Mitarbeiter beteiligt an der internationalen Ausstellung Die Kunst der Aufklärung im Chinesischen Nationalmuseum in Peking, einer Kooperation der Bayerischen Staatsgemäldesammlungen, der Staatlichen Museen zu Berlin und der Staatlichen Kunstsammlungen Dresden.

### Beruflicher Werdegang, Ausstellungen, Publikationen, Erwerbungen
Im Anschluss an seine Zeit in München arbeitete Frédéric Bußmann seit 2011 als Kurator für Malerei und Plastik des 19. Jahrhunderts bis Gegenwart am Museum der bildenden Künste Leipzig. In Leipzig hat er zu einer Vielzahl von Themen wissenschaftlich gearbeitet, zur Sammlungs- und Museumsgeschichte des 18. bis 20. Jahrhunderts publiziert und vor allem Ausstellungen unter anderem zur Landschaftsmalerei des 19. Jahrhunderts, zur Pop Art ebenso wie zur DDR-Kunst, aber auch zur zeitgenössischen Kunst kuratiert, wie etwa die Ausstellung Displacements/Entortungen mit Ayşe Erkmen und Mona Hatoum.
Zum 1. Mai 2018 übernahm Bußmann in Nachfolge von Ingrid Mössinger die Leitung der Kunstsammlungen Chemnitz. In Chemnitz legte er seinen Fokus unter anderem auf die französische Kunst, die Moderne und den Expressionismus, die Textilkunst, die DDR-Moderne, Fotografie und die internationale Gegenwartskunst. Unter anderem kuratierte er Ausstellungen zu Erich Heckel, zur Brücke und zum Blauen Reiter, zur Outsiderkunst (Welche Moderne? mit dem Sprengel-Museum Hannover), zu Pierre Soulages (mit dem Museum Frieder Burda), Clara Mosch, Markus Oehlen, Olaf Nicolai, David Schnell, Mario Pfeifer, Stefan Vogel und zur zeitgenössischen Malerei in Deutschland (Jetzt! mit dem Kunstmuseum Bonn und dem Museum Wiesbaden). Als Generaldirektor von vier Museen verantwortete er mit seinem Team Ausstellungen von der Moderne bis zur Gegenwart, so zu Helene Funke, André Masson, Otto Dix, Willi Baumeister, Max Peiffer Watenphul, Jean Brusselmans (mit dem Kunstmuseum Den Haag), Serge Poliakoff, Uwe Lausen und Heide Stolz, Carlfriedrich Claus, M+M (Der 8. Tag und Mein letzter Wille), Cristina Lucas, famed, Andrzej Steinbach.
Weiterhin verantwortete er Ausstellungen zur Sammlungs- und Museumsgeschichte anlässlich des 100. Jubiläums der Kunstsammlungen Chemnitz (Im Morgenlicht der Republik), zur jüdischen Sammlungsgeschichte in Chemnitz (Tu BiShvat), zur Tapeten-, Plakat- und Textilkunst der Moderne und des Bauhauses, zur Formgestaltung der Ostmoderne durch Karl Clauss Dietel, aber auch der Textilkunst in der Zeitgenössischen Kunst (Musterung) sowie zur Fotografiegeschichte der klassischen Moderne (Paris 1930) und Nachkriegsmoderne (Prag 1968). Bußmann lud 2021 die HGB-Klasse expanded cinema von Clemens von Wedemeyer zu einer Ausstellung in das Henry-van-de-Velde-Museum in der Villa Esche zu künstlerischen Interventionen ein (Was das Gespenst nicht kennt) und war maßgeblich an der ersten Ausgabe des Public Art-Projekts Gegenwarten 2020 beteiligt (kuratiert von Florian Matzner und Sarah Sigmund), das internationale zeitgenössische Kunst in den Chemnitzer Stadtraum brachte und ein Beitrag zum Gewinn des Titels der europäischen Kulturhauptstadt Chemnitz 2025 leistete (2024 zweite Auflage unter dem Titel New Ecologies).
In Chemnitz gründete er die wissenschaftliche Publikationsreihe der Kunstsammlungen Chemnitz Aurora – Chemnitzer Schriften zu Kunst und Kultur, die Open Access online zugänglich ist und in der neben der Publikation von Briefen von Karl Schmidt-Rottluff an Paula Risch er gemeinsam mit Diana Kopka den Tagungsband von 2021, Matrix Moderne | Ostmoderne. Bauen, baubezogene Kunst und Formgestaltung in Ostdeutschland und im Europa der Nachkriegszeit, herausgegeben hat. Erwerbungen unter seinem Direktorat umfassen unter anderem die Schenkung der Sammlung von Brigitte und Hans Robert Thomas mit Grafiken der Moderne und Nachkriegsmoderne, die Sammlung Karl Clauss Dietel, Werke von Max Peiffer Watenphul, Daniel Buren, Michael Morgner, Luc Tuymans, Olaf Nicolai, M+M, Cristina Lucas, David Schnell, famed, Andrzej Steinbach, Stefan Vogel, Henrike Naumann, Marcel van Eeden. Auch im Bereich des Expressionismus konnte er Erwerbungen tätigen, so die Sammlungen Peters mit kunsthandwerklichen Arbeiten von Karl Schmidt-Rottluff, 2022 sein Bildnis Junger Mann mit Pfeife, Druckgrafiken von Ernst Ludwig Kirchner und 2023 die letzte auf dem Kunstmarkt verfügbare expressionistische Holzskulptur Stehende von Erich Heckel aus der Sammlung Gerlinger.
2019 initiierte Bußmann in Reaktion auf die rechtsextremen Ausschreitungen von 2018 den Chemnitz Open Space in einem Ladenlokal hinter dem Karl-Marx-Kopf, in dem in Zusammenarbeit mit Künstlerinnen und Künstlern, Institutionen und Vereinen ein künstler-zivilgesellschaftliches Programm für Demokratie und Toleranz etabliert wurde, nachdem er in den Kunstsammlungen bereits 2018 mit einer Ausstellung mit Mario Pfeifer und begleitenden Veranstaltungen auf die gesellschaftlichen und politischen Spannungen reagiert hatte. Mit seinem Team organisierte er dort unter anderem Ausstellungen mit Jörg Wähner, Henrike Naumann, Tobias Zielony und anderen. 2021 kuratierte dort Kasper König auf seine Einladung hin die Ausstellung Hinter'm Nischel. 2023 wurde dieser künstlerisch-gesellschaftliche Ort mit einer Ausstellung ukrainischer Künstlerinnen und Künstlern kurz vor seinem Weggang nach Karlsruhe wieder eröffnet. Auf sein Betreiben hin benannte der Chemnitzer Stadtrat 2022 einen Platz bei den Kunstsammlungen Chemnitz in Arthur-Weiner-Platz in Gedenken an den jüdischen Juristen und Kunstsammler Arthur Weiner, der als einer der ersten in Chemnitz 1933 der SA zum Opfer gefallen ist.
Nach seinem Wechsel im Sommer 2023 als Direktor an die Staatliche Kunsthalle Karlsruhe, die für einige Jahre saniert wird, ist er dort für das wissenschaftliche Programm und Ausstellungen verantwortlich.

### Fachbeiräte und Honorarprofessur
Frédéric Bußmann ist Mitglied verschiedener Fachbeiräte und Jurys, darunter von 2018 bis 2022 Fachbeiratsmitglied für spartenübergreifende Projekte und 2023 Fachbeiratsmitglied Bildende Kunst der Kulturstiftung des Freistaates Sachsen und 2019 bis 2020 Sprecher des Fachbeirats für Künstlernachlässe des Freistaates Sachsen. Er war Mitglied der erweiterten Kunstankaufskommission des Bundes bis 2022; er war von 2021 bis 2025 Mitglied im Sachverständigenkreis Kunst am Bau beim Bundesbauministerium. Im Frühjahr 2021 wurde er in den Sächsischen Kultursenat gewählt, wo er infolge seines Wechsels nach Baden-Württemberg 2024 wieder ausschied. Im Sommer 2022 ernannte ihn die Hochschule für Bildende Künste Dresden zum Honorarprofessor für Museums- und Ausstellungswesen. Seit 2023 ist er Mitglied im Aufsichtsrat der Stiftung Kunstmuseum Stuttgart. Er ist weiterhin Mitglied verschiedener Berufungskommissionen und Jurys wie dem Jawlensky-Preis des Museum Wiesbaden oder dem Förderprogramm Übermorgen der Kulturstiftung des Bundes.

## Veröffentlichungen und Herausgeberschaften (Auswahl)
- Sammeln als Strategie. Die Kunstsammlungen des Prince de Conti im Paris des ausgehenden Ancien Régime. Gebr. Mann, Berlin 2010, ISBN 978-3-7861-2604-1 (Zugl.: Berlin, Freie Univ., Diss.; auch als französische Ausgabe, 2012).
- mit Hans-Werner Schmidt: Leben mit Pop! Grafik der 60er Jahre von Warhol bis Richter. Museum der Bildenden Künste, Leipzig 2012, ISBN 978-3-86060-024-5 (anlässlich der Ausstellung „Leben mit Pop! Grafik der 1960er Jahre von Warhol bis Richter“ im Museum der Bildenden Künste Leipzig, 30. September 2012 bis 13. Januar 2013).
- mit Alfred Weidinger: Ayşe Erkmen & Mona Hatoum, displacements = Ayşe Erkmen & Mona Hatoum, Entortungen. VfmK, Verlag für moderne Kunst GmbH, Wien; Museum der bildenden Künste, Leipzig [2017], ISBN 978-3-903153-79-0 (Ausstellungskatalog, Museum der bildenden Künste, 18. November 2017 – 18. Februar 2018, Leipzig).